# Матидејл (Њујорк)
Матидејл (енгл. Mattydale) насељено је место без административног статуса у америчкој савезној држави Њујорк.

## Демографија
По попису из 2010. године број становника је 6.446, што је 79 (1,2%) становника више него 2000. године.
| Група             | 2000.         | 2010.         |
| Белци             | 5.922 (93,0%) | 5.673 (88,0%) |
| Афроамериканци    | 111 (1,7%)    | 298 (4,6%)    |
| Азијати           | 51 (0,8%)     | 52 (0,8%)     |
| Хиспаноамериканци | 136 (2,1%)    | 228 (3,5%)    |
| Укупно            | 6.367         | 6.446         |